# Rules (album First Blood)
Rules – trzeci album studyjny hardcore’owego zespołu First Blood, wydany 10 lutego 2017 nakładem Pure Noise Records. 

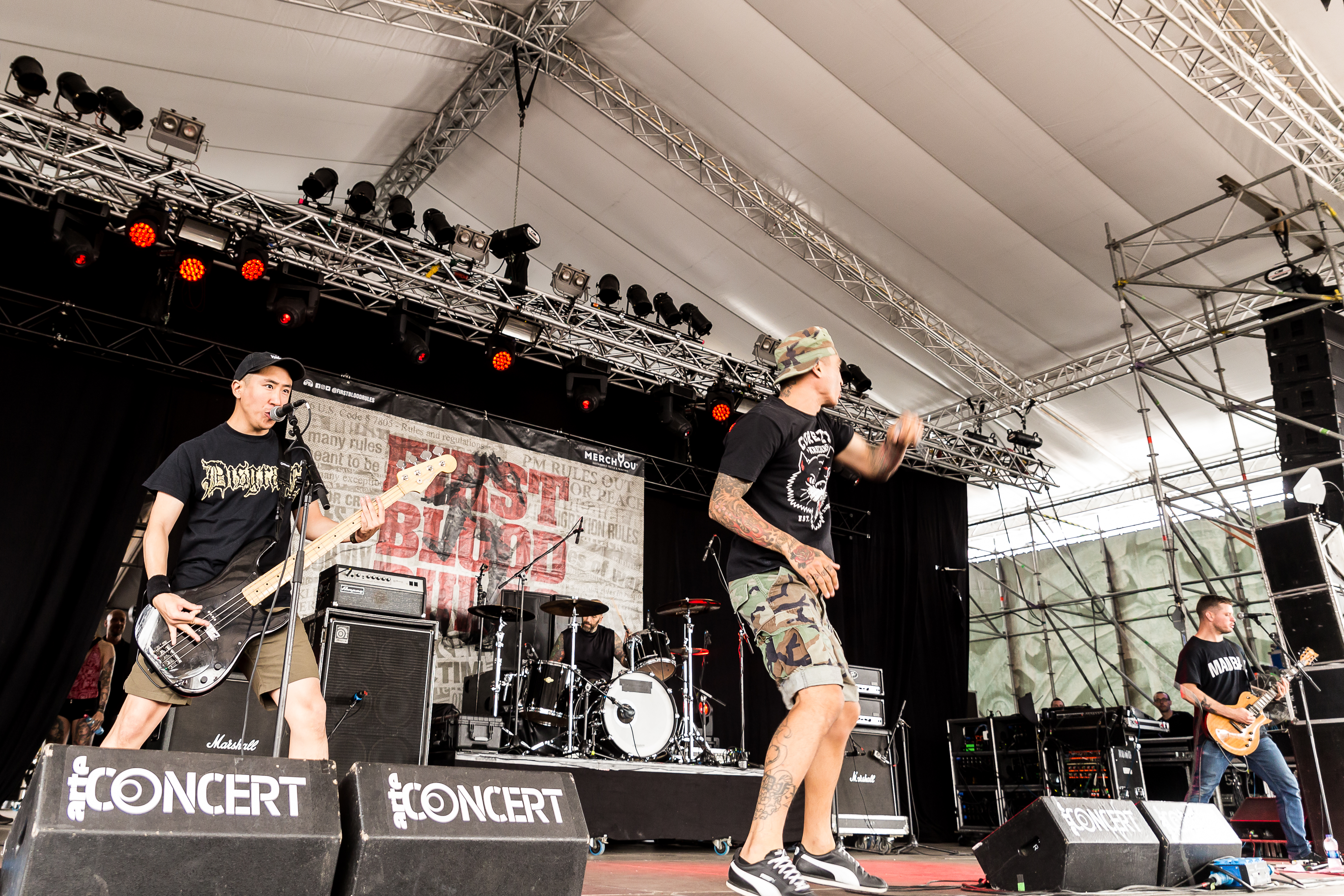
Oprawa graficzna albumu podczas występu First Blood na festiwalu With Full Force 2018

Każdy z utworów zawierał w nazwie słowo „rules” (zasady) i z tego względu został określony jako koncepcyjny. W roku wydania Carl Schwartz określił muzykę grupy jako „heavy mosh” lub „hardcore mosh metal”. Na 2018 planował wydanie kontynuacji tego wydawnictwa z racji zachowanych utworów z sesji nagraniowej (zamierzał nazwać kolejną płytę More Rules albo Rules part 2.
Płytę promował teledysk do utworu „Rules Of Conviction”.

## Utwory
1. „Fuck The Rules”
2. „These Are The Rules”
3. „Rules Meant To Be Broken”
4. „Rules Of Life”
5. „Rules Of Conviction”
6. „Rules Of Engagement”
7. „Rules Of Justice”
8. „Rules Of Survival”
9. „Rules Of Freedom”
10. „Rules Of Sacrifice”
11. „Rules Of Government”
12. „Rules Of Crisis”

## Twórcy
Skład grupy
- Carl Schwartz – śpiew, gitara elektryczna, gitara basowa, teksty
- Bobby Blood – perkusja
- Johan Vesters – gitara elektryczna
- John Torn – gitara basowa
- Lordninnaum – gitara elektryczna

Inni zaangażowani
- Will Putney – produkcja muzyczna